# Kalendarium powstania warszawskiego – 24 sierpnia

## 24 sierpnia, czwartek
Na przedpole Starego Miasta przybywają oddziały płk. Schmidta; opanowują ostatecznie budynki szpitala Jana Bożego. 

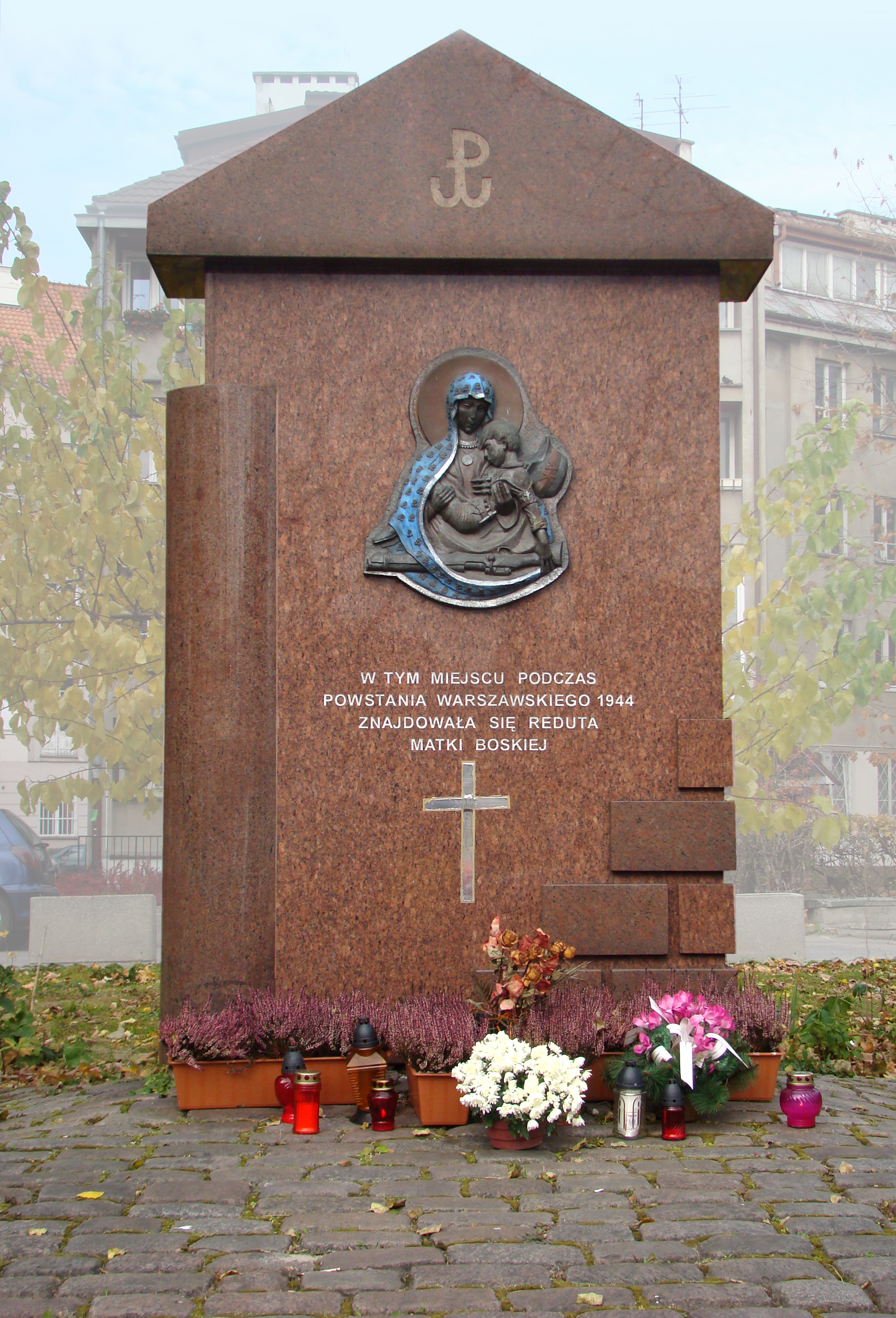
Upamiętnienie przy al. „Solidarności” 64

Zakłady Fiata (ul. Sapieżyńska) nadal w polskich rękach, utworzono nowe pozycje obrony w kamienicy (tzw. reducie Matki Boskiej) na ul. Długiej 27/29 (dziś jest to część al. „Solidarności”). Dalsza obrona Miodowej, Podwala, Piwnej i Brzozowej.
W Śródmieściu spokojniej niż na Starówce. Skutecznie odpierane ataki na Kredytowej, Królewskiej i Grzybowskiej, w okolicach Ogrodu Saskiego. W południowym Śródmieściu ciągły ostrzał artyleryjski ulic: Kruczej, Wspólnej, Hożej, Wilczej i Koszykowej. Wyparcie Niemców z rejonu między ul. Marszałkowską, a Nowogrodzką.
Prasa powstańcza donosi o wyzwoleniu Paryża; radość w Warszawie.
Tego dnia powstał wiersz Zbigniewa Jasińskiego pt. Żądamy amunicji. Doskonale trafiał w nastroje powstańców i ludności tamtego czasu:

Tu bije serce Polski, tu mówi Warszawa:
Niech pogrzebowe śpiewy wyrzucą z audycji -
Nam ducha starczy dla nas i starczy go dla was,
Oklasków też nie trzeba - trzeba amunicji.